# 채널A 월화 드라마
채널A 월화 드라마는 채널A에서 매주 월요일부터 화요일 오후 10시 30분에 방송 중인 드라마 프로그램이다.
미니 시리즈 드라마 형식으로 방송 중이다.

## 작품 리스트
- 아래 프로그램은 2002년 11월 이후 시청 가능 연령을 표시하는 드라마 프로그램 등급 제도를 의무적으로 시행하여 현재까지 이어지고 있습니다.
- 2017년 3월 1일부터 TV 프로그램 등급 표시 외에 주제, 폭력성, 선정성, 언어, 모방 위험 등 분류 사유 표시를 의무적으로 시행하고 있습니다.

### 2010년대

#### 2011년
- 《컬러 오브 우먼》 : 2011년 12월 5일 ~ 2012년 2월 7일

#### 2012년
- 《K-팝 최강 서바이벌》 : 2012년 3월 19일 ~ 2012년 5월 1일
- 《굿바이 마눌》 : 2012년 5월 7일 ~ 2012년 7월 10일

### 2020년대

#### 2021년
- 《쇼윈도: 여왕의 집》 : 2021년 11월 29일 ~ 2022년 1월 18일

#### 2023년
- 《가면의 여왕》 : 2023년 4월 24일 ~ 2023년 6월 13일

## 같이 보기
- KBS 2TV 월화 드라마
- MBC 월화 드라마
- SBS 월화 드라마
- TV조선 월화 드라마
- JTBC 월화 드라마
- MBN 월화 드라마
- tvN 월화 드라마
- ENA 월화 드라마